# Aramäer in Deutschland

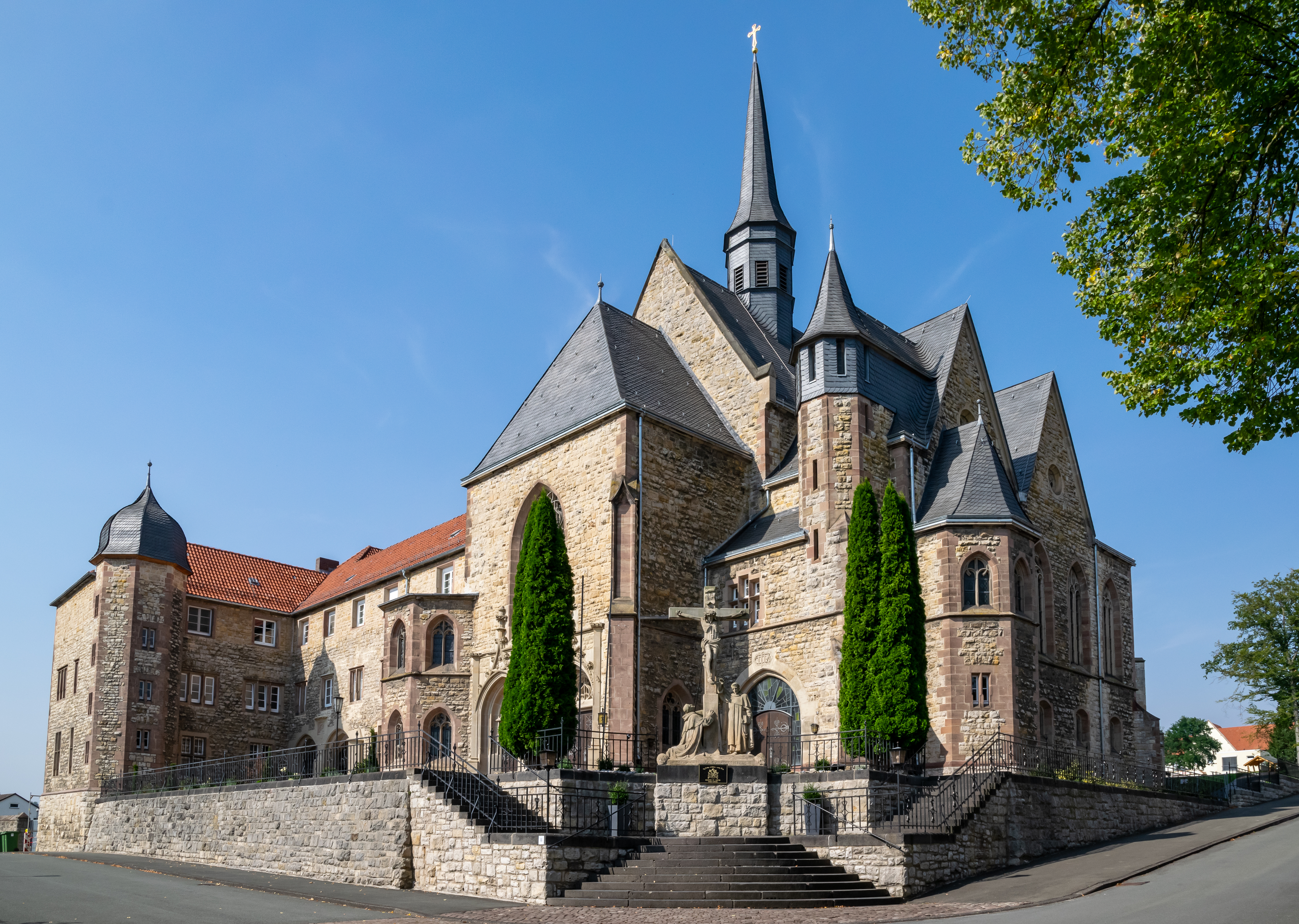
Das Mor-Jakob-von-Sarug-Kloster in Warburg (Westfalen) ist Bischofssitz und spirituelles Zentrum der Syrisch-Orthodoxen Kirche von Antiochien in Deutschland.

Aramäer/Assyrer (reichsaramäisch ܣܘܪ̈ܝܝܐ Suryoye) in Deutschland sind Angehörige der unter anderem in Deutschland lebenden aramäischen oder assyrischen Ethnie. Eigensprachlich (Central Neu-aramäisch) bezeichnen sich die Aramäer/Assyrer als Suryoye.
Die eigensprachlichen Bezeichnungen „Suryoye“ oder „Suroye“ haben ihren Ursprung im Begriff „Assyrer“. Über die symbiotische Verbindung zwischen diesen Begriffen besteht heute ein wissenschaftlicher Konsens

## Schwerpunkte
Ihre Anzahl wird auf über 130.000 geschätzt. Die meisten von ihnen leben in Nordrhein-Westfalen, Hessen, Bayern und Baden-Württemberg. Als Muttersprache sprechen sie Syrisch (Surayt) und Deutsch, als Zweit- und Fremdsprache beherrschen sie meist auch Türkisch, Arabisch.

## Religion
Sie sind syrische Christen, also größtenteils Angehörige der syrisch-orthodoxen Kirche (ca. 100.000, verteilt auf ca. 60 Kirchgemeinden), der assyrischen Kirche des Ostens (ca. 6.000 inkl. der Altkalendarier), der chaldäisch-katholischen Kirche (ca. 20.000, die Hälfte davon in Bayern) sowie der syrisch-katholischen Kirche (rund 2.500 verteilt auf 8 Gemeinden). Eine kleinere Gruppe gehört zur evangelikalen Aramäischen Freien Christen Gemeinde (AFCG) (ca. 1.000).

## Herkunft und Geschichte
Infolge der Unterdrückung und Verfolgung der Assyrer/Aramäer in den Ländern ihrer angestammten Heimat Türkei, Irak, Iran und Syrien während des 20. Jahrhunderts (siehe auch Völkermord an den syrischen Christen) gelangten viele Assyrer/Aramäer als Asylsuchende nach Deutschland.

Das Kalksteingebirge Tur Abdin im Südosten der Türkei ist die historische Heimat der Syrisch-orthodoxen Christen.

Der größte Teil kam jedoch in den 1960er und 1970er Jahren aus der Türkei als Gastarbeiter. Viele Assyrer/Aramäer arbeiteten in der Gastronomie oder im Baugewerbe und gründeten auch eigene Existenzen. Die ersten Assyrer/Aramäer Einwanderer in Deutschland organisierten sich in Vereinen für die Erhaltung der Kultur und den Bau eigener Kirchen.
Heute versammeln sich viele Suryoye/Suraye in Deutschland in Kirchen und Vereinen, insbesondere anlässlich traditioneller Festtage, sowie zu Ostern oder Weihnachten. Die Suryoye, welche sich als Aramäer bezeichnen, werden vom Bundesverband der Aramäer (aramäisch ܚܘܝܕܐ ܕܣܘܪ̈ܝܝܐ ܒܐܠܡܢܝܐ) in Deutschland (BVDAD) vertreten. Die Suryoye, die sich als Assyrer bezeichnen, werden hingegen vom Zentralverband der Assyrischen Vereinigungen in Deutschland und Europäische Sektionen e. V. repräsentiert, welcher seinen Sitz in Gütersloh hat.